# Pristanišče Šanghaj
Pristanišče Šanghaj ali Šanghajsko pristanišče (kitajsko: 上海港; pinjin: Šànghǎj gǎng) je veliko pristanišče v bližini mesta Šanghaj, Kitajska. Leta 2013 so pretovoril 776 milijona ton tovora, kar je le malo manj kot 
Ningbo-Zoušan. Je pa prvo na svetu po številu kontejnerjev, leta 2013 so pretovorili 33,36 milijona TEU
S pristaniščem uporablja podjetje Shanghai International Port Company Ltd. 

## Pretovor
- 1984: 100 milijonov ton
- 1999: 186 milijonov ton
- 2005: 443 milijonov ton
- 2006: 537 milijonov ton
- 2007: 561 milijonov ton
- 2008: 582 milijonov ton
- 2009: 590 milijonov ton